# 格林菲爾德山
格林菲爾德山（英語：Mount Greenfield），是南極洲的山峰，位於科茨地，屬於沙克爾頓山脈的一部分，海拔高度1,490米，在1957年由英聯邦探險隊繪入地圖，現時由南極條約體系管理。